# Colin Chapman
Anthony Colin Bruce Chapman (19. května 1928 Londýn – 16. prosince 1982) byl britský konstruktér automobilů a zakladatel společnosti Lotus Cars, výrobce sportovních a závodních vozů.
Colin Chapman studoval stavební inženýrství na University College London a v rámci studia absolvoval též letecký výcvik RAF pro studenty vysokých škol. Po dokončení školy v roce 1949 vstoupil nakrátko do Britského královského letectva.
V roce 1952 založil společnost Lotus Cars, kterou zpočátku řídil ve svém volném čase. Pomáhal mu přitom tým podobných nadšenců. Díky své znalosti konstrukce letadel dokázal v automobilovém světě dosáhnout skvělých úspěchů. Jeho četné inovace se staly vzorem pro ostatní a jeho tým udával směr vývoje. Mezi Chapmanovy nejdůležitější inovace patří například zavedení stavby samonosných karoserií v 60. letech, zavedení "okřídlených" vozů (s aerodynamicky tvarovaným podvozkem) v 70. letech a stejně tak legendární vůz formule 1 Lotus 88 s dvojitým šasi a karoserií z uhlíkových vláken.
V roce 1954 vznikl závodní tým Lotus. Chapman si poprvé udělal jméno mezi konstruktéry díky aerodynamickému vozu Lotus Mark 8. Díky úspěchu tohoto vozu vstoupil Lotus v roce 1958 do formule 1 s vozem Lotus 12 a způsobil tak technickou revoluci.
Pod Chapmanovým vedením získal tým Lotus mezi lety 1962 a 1978 sedm titulů Poháru konstruktérů ve formuli 1, šest titulů v kategorii jezdců ve formuli 1 a v závodě 500 mil Indianapolis ve Spojených státech.
Automobilová divize Lotus Cars vyrobila desítky tisíc relativně dostupných "nadupaných" sportovních automobilů k potěše sportovně laděných řidičů.
Colin Chapman zemřel 16. prosince 1982 na selhání srdce.
Chapman byl ženatý s Hazel Chapmanovou, s níž měl syna Cliva. Clive Chapman pracuje pro tradiční tým Lotus, který se stále zúčastňuje závodů.